# Flødeskumsfronten (bog)
 For alternative betydninger, se Flødeskumsfronten. (Se også artikler, som begynder med Flødeskumsfronten)
Flødeskumsfronten er en prisbelønnet og anmelderrost dansk roman af Peter H. Fogtdal. 
Romanen blev udgivet i 2001 på Lindhardt & Ringhof. Er udkommet på fransk som Le Front Chantilly i 2004 (Gaia Editions) og i fem portugisisktalende lande som O Paraíso de Hitler i 2005 (Mercado de Letras). Vandt den frankofonske litteraturpris i 2005.